# Filmació a intervals

La flor d'un gerani obrint-se durant un període de dues hores. Entre cada imatge hi ha set minuts de diferència.

La filmació a intervals (també coneguda per la seva denominació anglesa time-lapse) és una tècnica fotogràfica molt popular utilitzada en la cinematografia i la fotografia, per mostrar diferents esdeveniments que generalment transcorren a velocitats molt lentes i imperceptibles per l'ull humà. L'efecte visual que s'aconsegueix amb la filmació a intervals consisteix en un moviment molt ràpid de l'esdeveniment enregistrat, ja sigui el moviment dels núvols, l'obertura d'una flor o una posta de sol.

## Antecedents
Els antecedents de la tècnica fotogràfica del time-lapse els trobem en els treballs sobre l'anàlisi del moviment i els experiments sobre la cronofotografia d'Eadweard Muybridge. Nascut a Anglaterra, Muybridge emigrà als Estats Units on després de  treballar com a venedor de llibres s'interessà per la fotografia aconseguint cert prestigi com a fotògraf de paisatges (especialment pels seus treballs a Yosemite Valley entre 1867 i 1872) i de reportatges.
Aquest prestigi li va valdre l'any 1872 l'interès del governador de Califòrnia, Leland Stanford, que el trià per a resoldre un debat iniciat en un bar. La discussió s'originà perquè Stanford, que era propietari de cavalls de carreres, defensava que hi ha un moment mentre els cavalls troten que les quatre potes no toquen el terra. Muybridge dedicà els anys següents a intentar capturar aquell moment màgic.
Finalment, l'any 1877, un negatiu fotogràfic va capturar el precís instant en què, de manera inequívoca, el cavall Occident de Stanford estava totalment en l'aire en el trot. Per fer-ho Muybridge va col·locar 24 càmeres separades per 21 polzades entre si, dotades amb els obturadors més ràpids del moment i amb fins fils que les activaven quan el cavall passava per davant. Aquest fou el primer d'un llarg seguit d'experiments que Muybridge portà a terme en el camp de l'estudi i la captació del moviment i que serviren per als fotògrafs posteriors.
Això no obstant, el primer time-lapse, tal com el coneixem avui, no el realitzà un fotògraf sinó un botànic alemany, Wilhelm Pfeffer (director del Jardí Botànic de Leipzig) qui l'any 1897 va documentar el creixement d'una mongeta al llarg d'onze dies. Seguint el seu camí, altres científics com Roman Vishnac o John Ott varen usar aquesta tècnica fotogràfica de diverses maneres pràctiques i científiques utilitzant-lo com una eina bella per ensenyar ciència.
Al mateix any 1897 Georges Méliès va introduir un time-lapse en un dels seus films experimentals titulat Carrefour de l'Ópera. Edwin S. Porter, pioner també del cinema i reconegut sobretot per The Great Train Robbery (1903), a Pan-American Exposition by Nigth va alterar la seva càmera a fi d'exposar un quadre per deu segons per crear un panorama circular dels parcs d'atraccions il·luminats.

## Terminologia
La velocitat de fotogrames de la fotografia de pel·lícules d'un període es pot variar pràcticament a qualsevol grau, des d’un ritme que s'acosti a una velocitat de fotogrames normal (entre 24 i 30 fotogrames per segon) fins a només un fotograma al dia, a la setmana o més, segons el tema.
El terme "lapse de temps" també es pot aplicar a la durada de l'obertura de l'obturador de la càmera durant l'exposició de cada fotograma (o vídeo), i també s'ha aplicat a l'ús d'obertures d'obturador llarg que s'utilitzen en la fotografia fixa en alguns cercles de fotografia més antics. A les pel·lícules, ambdós tipus de lapse de temps es poden utilitzar junts, depenent de la sofisticació del sistema de càmeres que s'utilitzi. Un tret nocturn d’estrelles que es mouen quan la Terra gira requereix les dues formes. Cal una llarga exposició de cada fotograma per permetre que la llum tènue de les estrelles es registri a la pel·lícula. Els lapses de temps entre fotogrames proporcionen el moviment ràpid quan es visualitza la pel·lícula a velocitat normal.
A mesura que la velocitat de fotogrames del lapse de temps s'aproxima a les velocitats de fotogrames normals, aquestes formes "suaus" de lapse de temps de vegades es coneixen simplement com a moviment ràpid o (en vídeo) avanç ràpid. Aquest tipus de lapse de temps límit s'assembla a un VCR en un mode d'avanç ràpid (scan). Un home muntat en bicicleta mostrarà les cames que bomben furiós mentre ronda els carrers de la ciutat a la velocitat d’un cotxe de carreres.
Dos exemples d’ambdues tècniques són la seqüència d’execució de Les aventures del baró Munchausen (1989) de Terry Gilliam, en què un personatge supera una bala a tota velocitat, i els curts i llargmetratges dels anys 80 de l’animador de Los Angeles Mike Jittlov, ambdós titulats El mag de la velocitat i Temps. Quan s'utilitza en pel·lícules i a la televisió, el moviment ràpid pot servir per a diversos propòsits. Un dels usos més populars és l'efecte còmic. Es pot reproduir una escena còmica de slapstick en moviment ràpid amb música acompanyant. Aquesta forma d'efecte especial s'utilitzava sovint en les comèdies de cinema mut dels primers dies del cinema.

## Realització

### Material bàsic
Els quatre elements bàsics que es necessiten com a material per a realitzar un time-lapse són: un trípode, un intervalòmetre, una càmera i uns filtres de densitat neutra.
• Trípode: Sovint és més important inclús que la mateixa càmera perquè és la plataforma on aquesta s'aguanta. La característica més rellevant del trípode és que aquest sigui estable. Normalment com més grans i robustos millor, però s'ha de vigilar perquè s'haurà de portar fins a les localitzacions, sovint de difícil accés i, per tant, també ha de ser fàcil de transportar.
• Intervalòmetre: És un dispositiu programable que es connecta a la càmera i actua com un disparador automatitzat per a disparar centenars de fotos a intervals precisos. És un element central en la fotografia a intervals i n'hi ha de molts tipus diferents, alguns interns a través del firmware de la càmera i d'altres externs.
• Càmera: Qualsevol càmera digital, sigui reflex o no, serveix per a realitzar un time-lapse. L'únic element imprescindible és que es pugui fixar a un trípode llevat que es vulgui situar en qualsevol altre punt que exerceixi de suport.
• Filtres de densitat neutra: També coneguts com a ND Filters, són uns filtres que s'incorporen a la càmera per tal de reduir la intensitat de la llum sense alterar el seu color. Una menor intensitat de la llum permet utilitzar velocitats d'obturació més lentes en entorns amb molta llum. Les velocitats d'obturació més lentes, al seu torn, permeten capturar el moviment borrós dels objectes que es mouen en la seqüència.

### Mètodes de realització
Existeixen dos mètodes per crear vídeos amb la tècnica de filmació a intervals:
- Es filma una o diverses seqüències de vídeo amb una càmera, que posteriorment s'accelerarà al procés de postproducció.
- Es capturen diverses fotografies o imatges fixes a uns intervals de temps determinats i a la postproducció s'uneixen, assignant-los una velocitat específica.

Les pel·lícules es projecten normalment a 24 fotogrames per segon (FPS). És a dir, cada segon apareixen a la pantalla 24 imatges. Una càmera grava les imatges a 24 fotogrames per segon. Com que la velocitat de projecció i de gravació és la mateixa, les imatges es mouen a una velocitat normal.
Encara que la càmera enregistri imatges a una velocitat inferior, seguiran projectant-se a 24 fotogrames per segon. Per tant, la imatge es mourà més ràpidament.
El canvi de la velocitat de la imatge a la pantalla es pot calcular dividint la velocitat de projecció entre la velocitat de la càmera.
{\displaystyle \mathrm {velocitat\ percebuda} ={\frac {\mathrm {FPS\ projector} }{\mathrm {FPS\ camera} }}\times \mathrm {velocitat\ real} }
Per tant, una pel·lícula enregistrada a 12 fotogrames per segon semblarà moure's dues vegades més ràpid.

## Usos
Aquesta tècnica té una varietat d'usos tant cinematogràfics com fotogràfics, així com en multimèdia, entre els quals destaquen:
- Mostrar processos i esdeveniments, molts d'ells vinculats a espais científics i a la natura, la durada dels quals és molt llarga. Alguns dels treballs més habituals són filmacions com: sortides i postes de sol, el moviment dels núvols, el creixement de plantes i flors, el moviment dels glòbuls sanguinis, la divisió de cèl·lules, l'observació de la fauna i flora marines, la construcció de projectes, els processos de maduració de fruites, elaboracions culinàries, tempestes o la circulació de vehicles i el trànsit, entre d'altres.[5][6]

- Obres de caràcter experimental i artístic vinculades al sector cinematogràfic, periodístic, televisiu o multimèdia com la realització efectes especials en ficció: pel·lícules, sèries o videoclips musicals on, per exemple, es mostra un personatge central d'una acció a velocitat normal, mentre el fons es mou a velocitats superiors.[5][6]

## Experiments i artistes destacats

### Paisatges, natura i medi-ambient
La cadena de televisió pública britànica BBC (British Broadcasting Corporation) va realitzar l'any 1953 Londres a Brighton in four minutes, gravat a 760 milles per hora. Un time-lapse de 48 exposicions per fotograma de pel·lícula. Va guanyar importants premis i ha estat reproduït a tot el món més de deu milions de vegades. Se’n va fer un remake el 1983.
El 2009 J. Goldsmith viatjar a Bali (Indonèsia) per fotografiar imatges panoràmiques i esfèriques en 360° de diversos llocs (entre ells el temple Ulu Watu, el Sagrat Bosc de micos de Ubud i el temple de Besakih). Una seqüència de nit en time-lapse on s'observen les estrelles ascendint per sobre del bosc dels micos i del temple. Durant una setmana de realització, va fer més de 2300 fotos i més de 4700 arxius fotogràfics (RAW i JPEG) acumulant més de 38 gigabytes de dades fotogràfiques.   
L'any 2013, Alexandr Kravtsov realitzava un espectacular time-lapse de la ciutat de Barcelona de cinc minuts de durada a partir de 24.000 fotografies, 480 gigues de dades. El 2014, la productora Rustad Media realitzava un time-lapse de Noruega, essent el resultat d'un viatge de més de 15.000 quilòmetres per carreteres i desenes de mils d'imatges durant 5 mesos que cobreixen les 19 regions administratives en què es divideix el país.
L'agost de 2015, una càmera de seguretat a una carretera del Canadà enregistrava espectaculars imatges d'una forta turmenta a la ciutat de Toronto. Al time-lapse s'observa com la multitud de núvols s'apoderen del paisatge. La gravació capta com el temporal cobreix completament el paisatge, la carretera, i els vehicles que hi circulen.
Godfrey Reggio va realitzar l'obra Koyaanisqatsi (1982), un documental que tracta sobre l'efecte destructiu del món modern sobre el medi ambient. Aquesta peça utilitza tant tècniques de time-lapse com l'ús de la càmera lenta.
The World at Night (TWAN) és una col·laboració internacional de fotògrafs astronòmics dedicats a la creació d'exposicions de fotografia astronòmica, que uneix els paisatges culturals i naturals, juntament amb escenes celestes. TWAN utilitza una varietat de tècniques fotogràfiques, incloent-hi panoràmica, 360 °, imatges esfèriques, filmació a intervals i el temps d'exposició a l'aire lliure.

### Ficció
El fotògraf canadenc Joel Schat, fan del serial de ficció televisiu Breaking Bad, va realitzar un time-lapse recorrent els més de 2000 quilòmetres que separen Vancouver d'Albuquerque per visitar les localitzacions més icòniques de la sèrie. En total, 65 milles, 10 localitzacions i unes tres hores de viatge componen el Breaking Road Trip

## Diferents tècniques

### Hyperlapse (moviment de la càmera)
Hyperlapse és una variant del time-lapse, en la qual s'utilitza el desplaçament de la càmera per donar-li al vídeo que es crea una sensació de moviment.
Gràcies als accessoris i als dollyes poden aconseguir moviments de càmera verticals, horitzontals i d'aproximació o retrocés respecte al subjecte o paisatge filmat.
Les empreses tecnològiques Microsoft i Instagram han creat aplicacions específiques per crear hyperlapses, facilitant a l'usuari l'edició. Aquest és un exemple d'aquesta tècnica.

### 3D
La tècnica d'imatge 3D o estereoscòpia s'aconsegueix mitjançant la unió de dues fotografies d'una mateixa escena amb una lleugera diferència d'inclinació de l'angle des del qual es capturen. Un cop capturades les dues fotografies, mitjançant un programari específic s'han d'editar i així aconseguir l'efecte 3D.

### HDR
La tècnica HDR és la combinació de diferents exposicions de llum d'una mateixa escena per tal d'aconseguir un millor contrast i així com un efecte més real.